# Championnats du monde de tir 1930
Navigation
Édition précédente Édition suivante
Les championnats du monde de tir 1930, vingt-septième édition des championnats du monde de tir, ont eu lieu à Anvers et Rome, en Belgique et Italie, en 1930.